# Кораллиморфарии
Кораллиморфарии (лат. Corallimorpharia) — отряд коралловых полипов (Anthozoa), насчитывающий 24 вида. Отряд близок к актиниям. Эта небольшая группа кораллов не имеет жёсткого наружного скелета. Щупальца в кольце вокруг рта часто с булавовидными концами.

## Основные особенности
Строение тела
Кораллиморфарии (Corallimorpharia) представляют собой уникальную группу морских организмов, относящихся к классу Anthozoa в пределах типа стрекающих (Cnidaria). В отличие от большинства своих родственников — настоящих кораллов (Scleractinia), которые знамениты своим твёрдым известковым скелетом, кораллиморфарии обладают мягким, податливым телом, лишённым жёсткой наружной структуры. Эта особенность делает их внешне и функционально схожими с актиниями, или морскими анемонами, с которыми их часто путают. Однако, несмотря на внешнее сходство, кораллиморфарии отличаются от актиний как морфологически, так и филогенетически, занимая промежуточное положение между актиниями и склерактиниевыми кораллами. Их мягкая структура обусловлена отсутствием значительного количества карбоната кальция в тканях, что позволяет им гибко реагировать на окружающую среду, изменяя форму в зависимости от течений или потребностей.
Щупальца
Щупальца кораллиморфарий представляют собой важный элемент их анатомии, обеспечивающий как питание, так и взаимодействие с окружающей средой. Они расположены в виде плотного кольца вокруг ротового отверстия, которое находится на верхней части тела — так называемом оральном диске. Часто эти щупальца имеют утолщённые, булавовидные концы, что отличает их от более тонких и вытянутых щупалец многих актиний. Такая форма повышает эффективность захвата добычи: мелких планктонных организмов, беспозвоночных или органических частиц, которые кораллиморфарии улавливают с помощью стрекательных клеток (нематоцист), расположенных на поверхности щупалец. По сравнению с актиниями, щупальца кораллиморфарий обычно короче и толще, что придаёт им дополнительную прочность и устойчивость при охоте в условиях сильных морских течений. В некоторых случаях их щупальца могут быть покрыты липким секретом, усиливающим способность удерживать пищу.
Местообитание
Кораллиморфарии демонстрируют впечатляющую экологическую пластичность, обитая в самых разных уголках мирового океана. Их можно встретить как на мелководных коралловых рифах тропических и субтропических широт, где изобилие света и питательных веществ создаёт идеальные условия для их роста, так и в более глубоких зонах океанического дна, куда солнечный свет проникает слабо. Некоторые виды приспособились к жизни на глубинах до нескольких сотен метров, где они полагаются на питание фильтрацией и симбиоз с зооксантеллами — микроскопическими водорослями, обеспечивающими их энергией через фотосинтез. На рифах кораллиморфарии часто соседствуют с настоящими кораллами, иногда даже конкурируя с ними за пространство и ресурсы. Их способность адаптироваться к различным условиям делает их важным объектом изучения в морской биологии.
Поведение и экология
Будучи хищниками, кораллиморфарии играют заметную роль в морских экосистемах. Их рацион включает мелкий зоопланктон, личинки морских животных и органические частицы, которые они ловят с помощью своих щупалец. Процесс питания начинается с парализации добычи стрекательными клетками, после чего пища перемещается к ротовому отверстию и переваривается в гастральной полости. Некоторые виды также вступают в симбиотические отношения с зооксантеллами, получая от них дополнительные питательные вещества в обмен на защиту и доступ к свету. Экологическое значение кораллиморфарий заключается в их вкладе в поддержание баланса пищевых цепочек: они служат пищей для некоторых морских обитателей, таких как определённые виды рыб и ракообразных, и одновременно контролируют численность планктона. В условиях изменения климата и деградации коралловых рифов кораллиморфарии иногда становятся более доминирующими, вытесняя ослабленные виды кораллов, что вызывает споры среди учёных о их роли — положительной или инвазивной.
Скелет
В отличие от большинства коралловых полипов, у которых развит прочный скелет из карбоната кальция или рогового материала, вырабатываемого эктодермой или мезоглеей, кораллиморфарии лишены такой структуры. У склерактиниевых кораллов этот скелет формирует основу рифов, а у колониальных видов отдельные полипы соединены общим скелетом, их гастральные полости связаны сетью каналов, обеспечивающих обмен питательными веществами. Кораллиморфарии же полагаются на мягкие ткани, что делает их более уязвимыми к физическим повреждениям, но одновременно более мобильными и способными к быстрой регенерации. Отсутствие скелета сближает их с актиниями, однако их внутренняя организация и генетические особенности указывают на более тесную связь с кораллами. Эта эволюционная черта делает кораллиморфарий интересным звеном в изучении происхождения и диверсификации стрекающих [1].

## Экологическая роль
Кораллиморфарии, несмотря на отсутствие жёсткого скелета, могут формировать важные элементы морских экосистем, например, в прибрежных зонах и на рифах. Они взаимодействуют с другими морскими организмами, влияя на структуру и функциональность их обитаний.

## Классификация
По данным World Register of Marine Species, на август 2016 г. отряд включает 4 семейства, 11 родов и 46 видов:
- Семейство Corallimorphidae  Hertwig, 1882
  - Род Corallimorphus  Moseley, 1877 — 6 видов
  - Род Corynactis  Allman, 1846 — 14 видов
  - Род Paracorynactis  Ocaña, den Hartog, Brito & Bos, 2010 — 1 вид
- Семейство Discosomidae  Verrill, 1869
  - Род Amplexidiscus  Dunn & Hamner, 1980 — 1 вид
  - Род Discosoma  Rüppell & Leuckart, 1828 — 11 видов
  - Род Metarhodactis  Carlgren, 1943 — 1 вид
  - Род Platyzoanthus  Saville-Kent, 1893 — 1 вид
  - Род Rhodactis  Milne Edwards & Haime, 1851 — 7 видов
- Семейство Ricordeidae  Watzl, 1922
  - Род Ricordea  Duchassaing de Fonbressin & Michelotti, 1860 — 2 вида
- Семейство Sideractinidae  Danielssen, 1890
  - Род Nectactis  Gravier, 1918 — 1 вид
  - Род Sideractis  Danielssen, 1890 — 1 вид

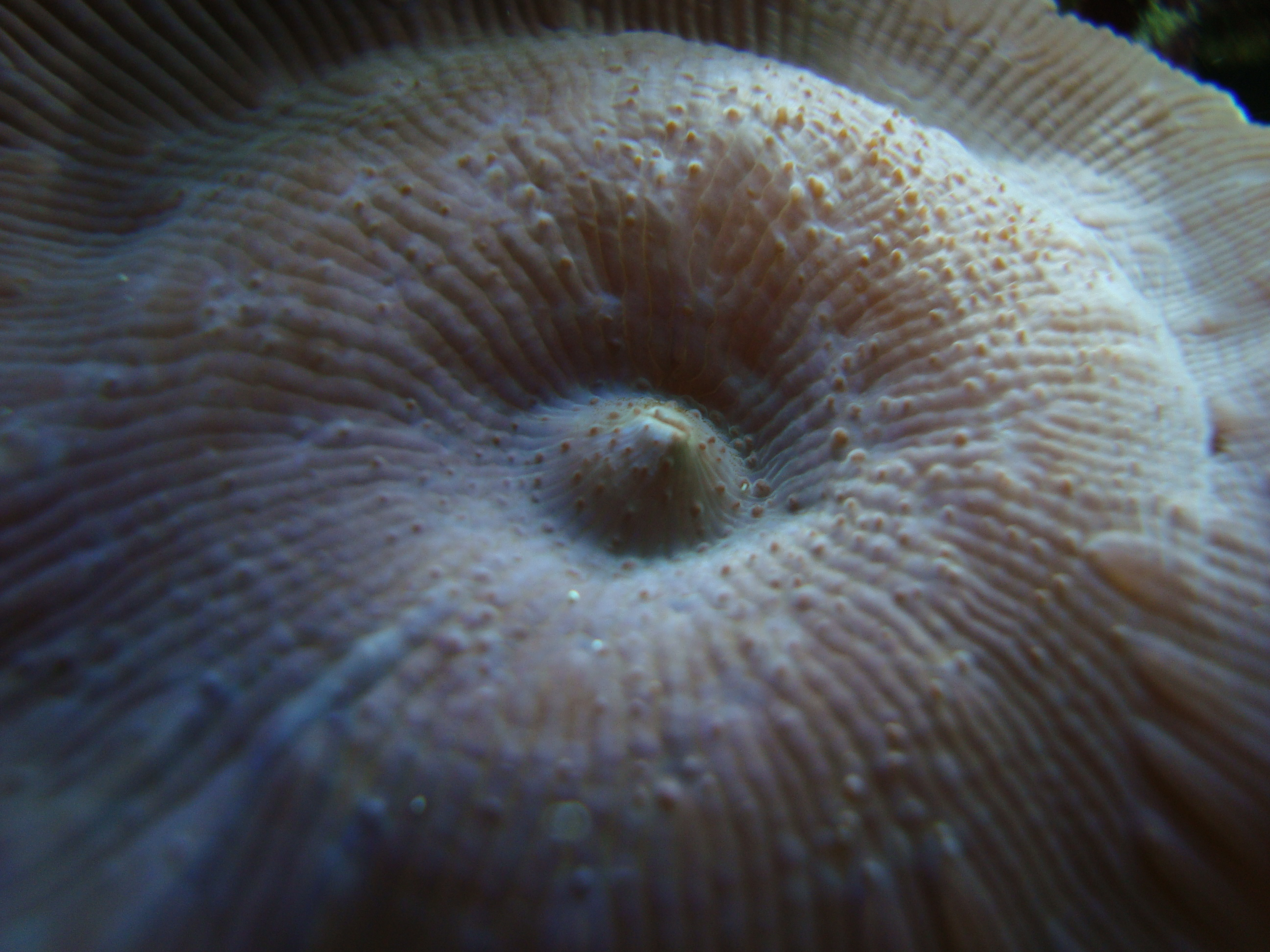
Actinodiscus sp.
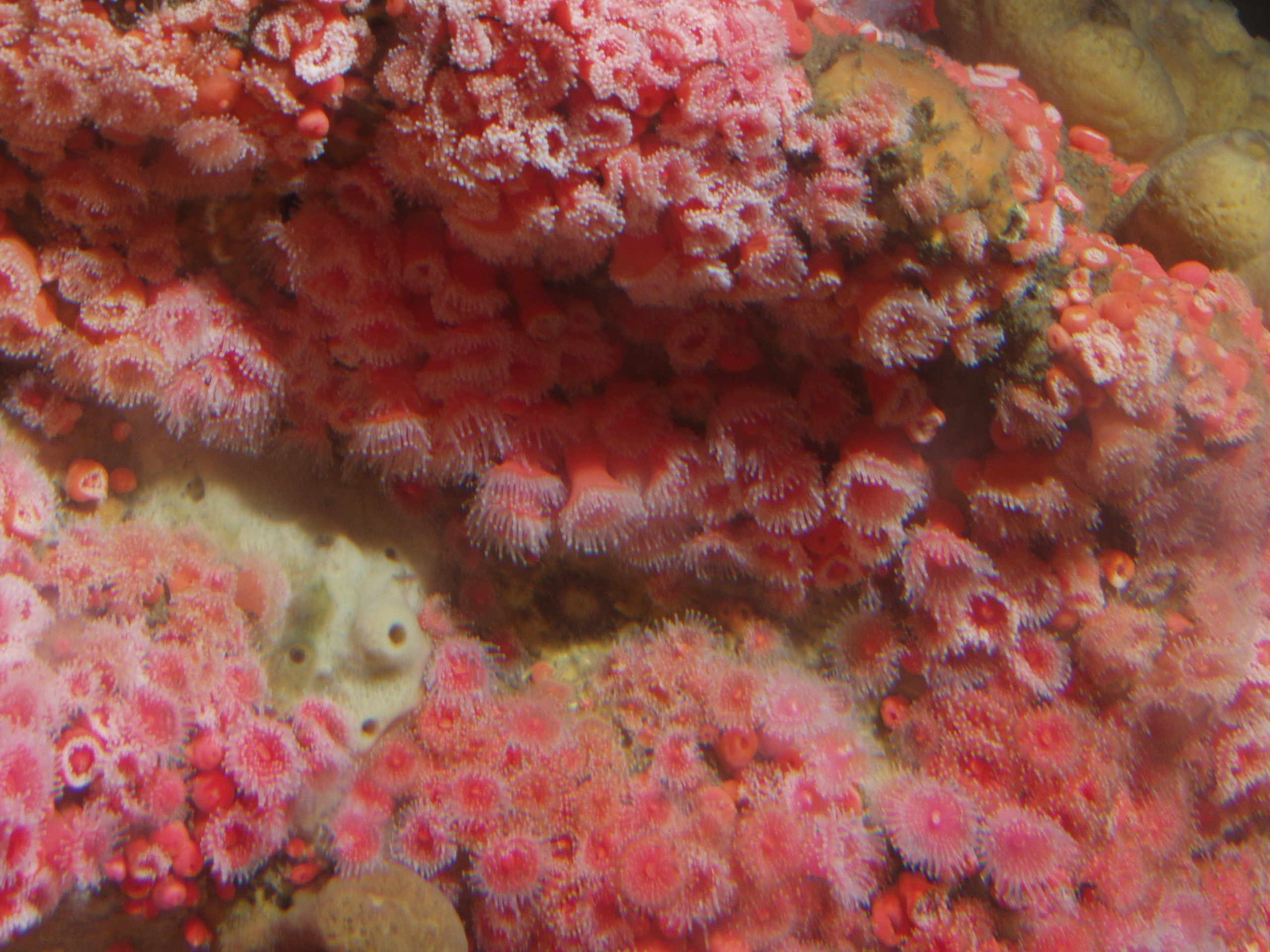
Corynactis californica
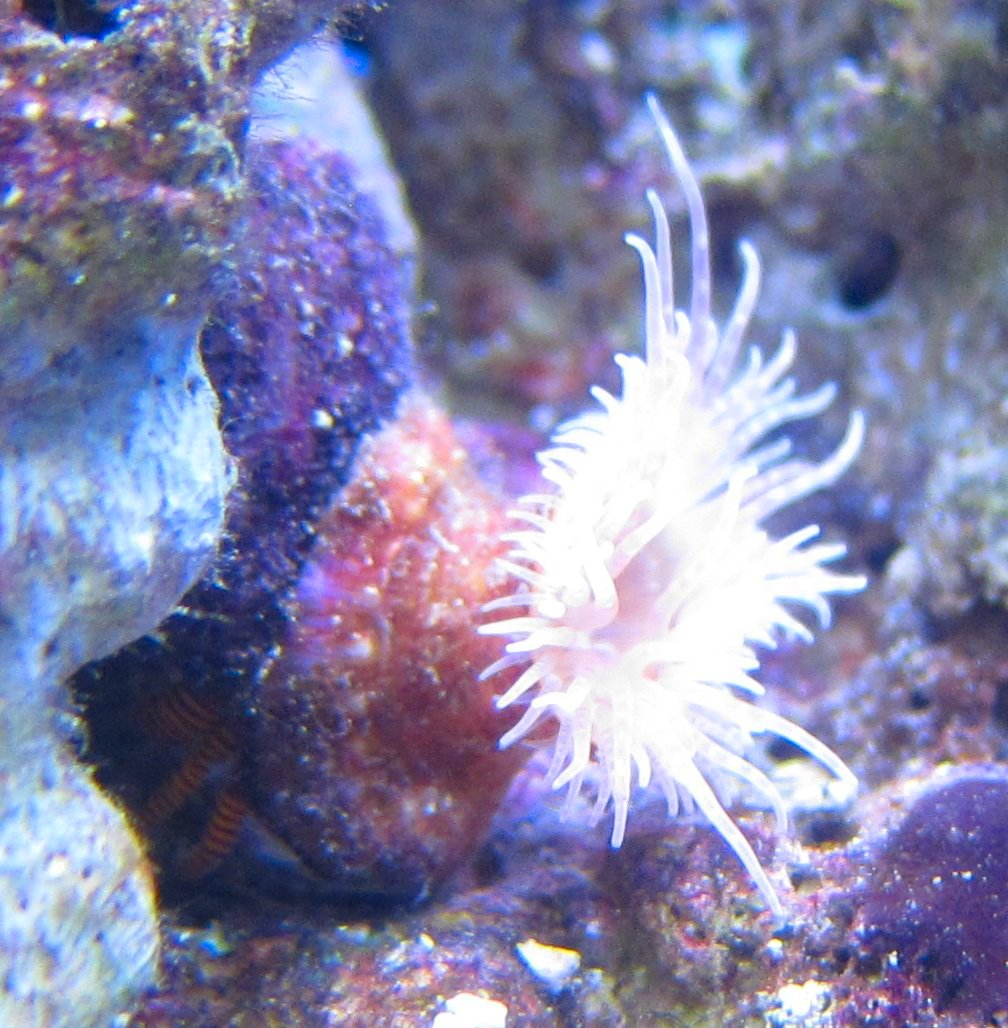
Pseudocorynactis sp.
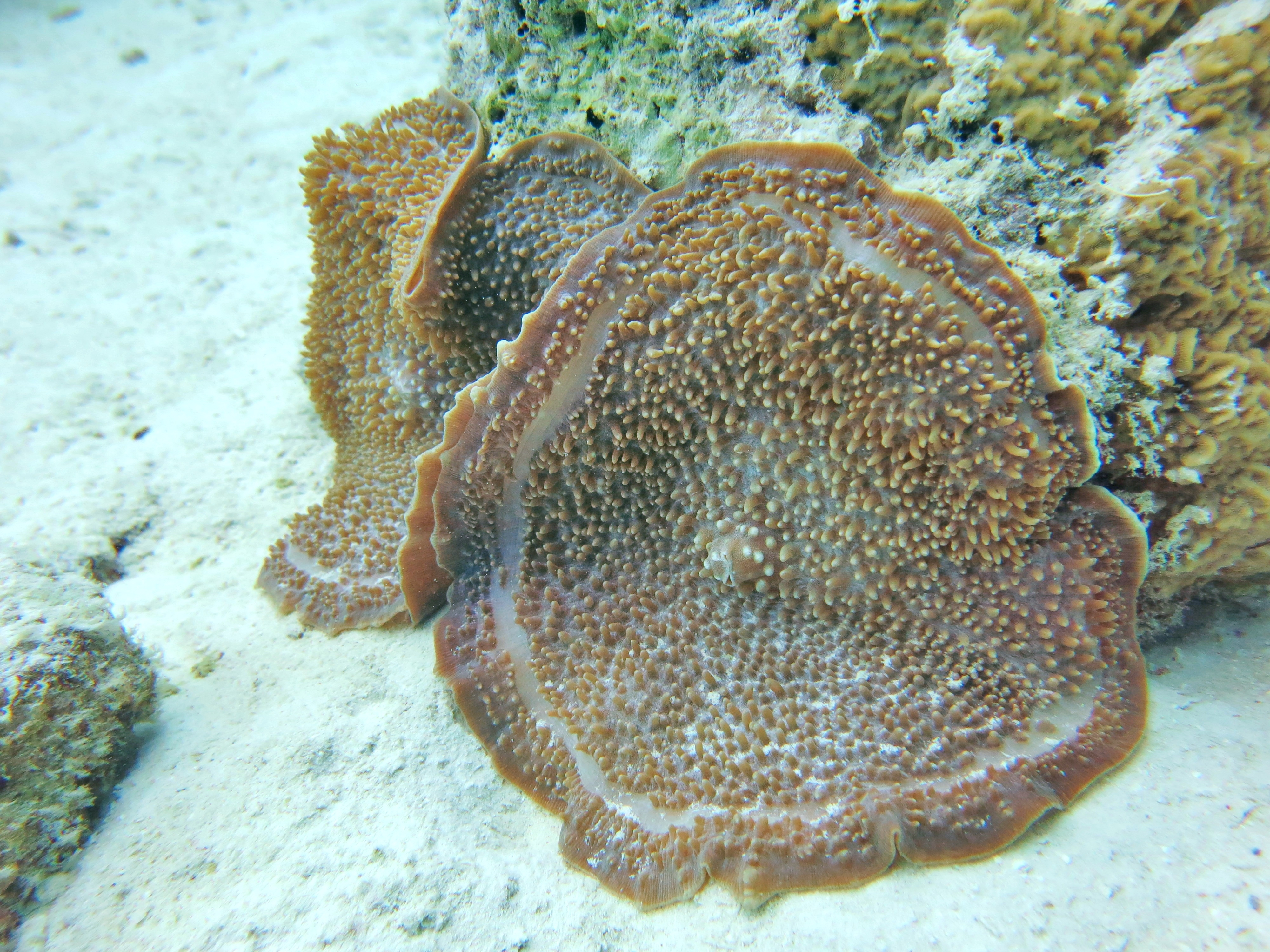
Amplexidiscus fenestrafer
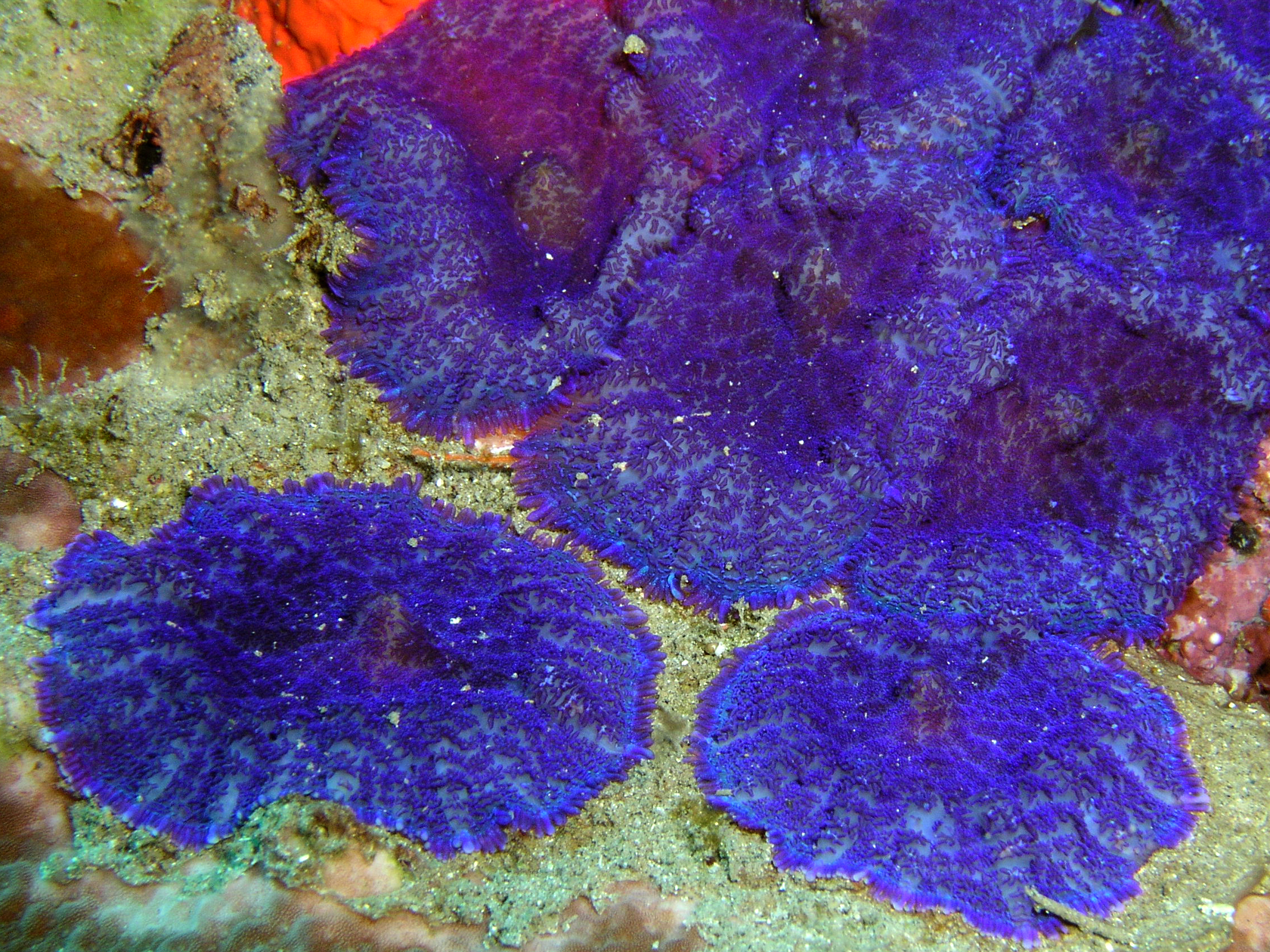
Discosoma sp.
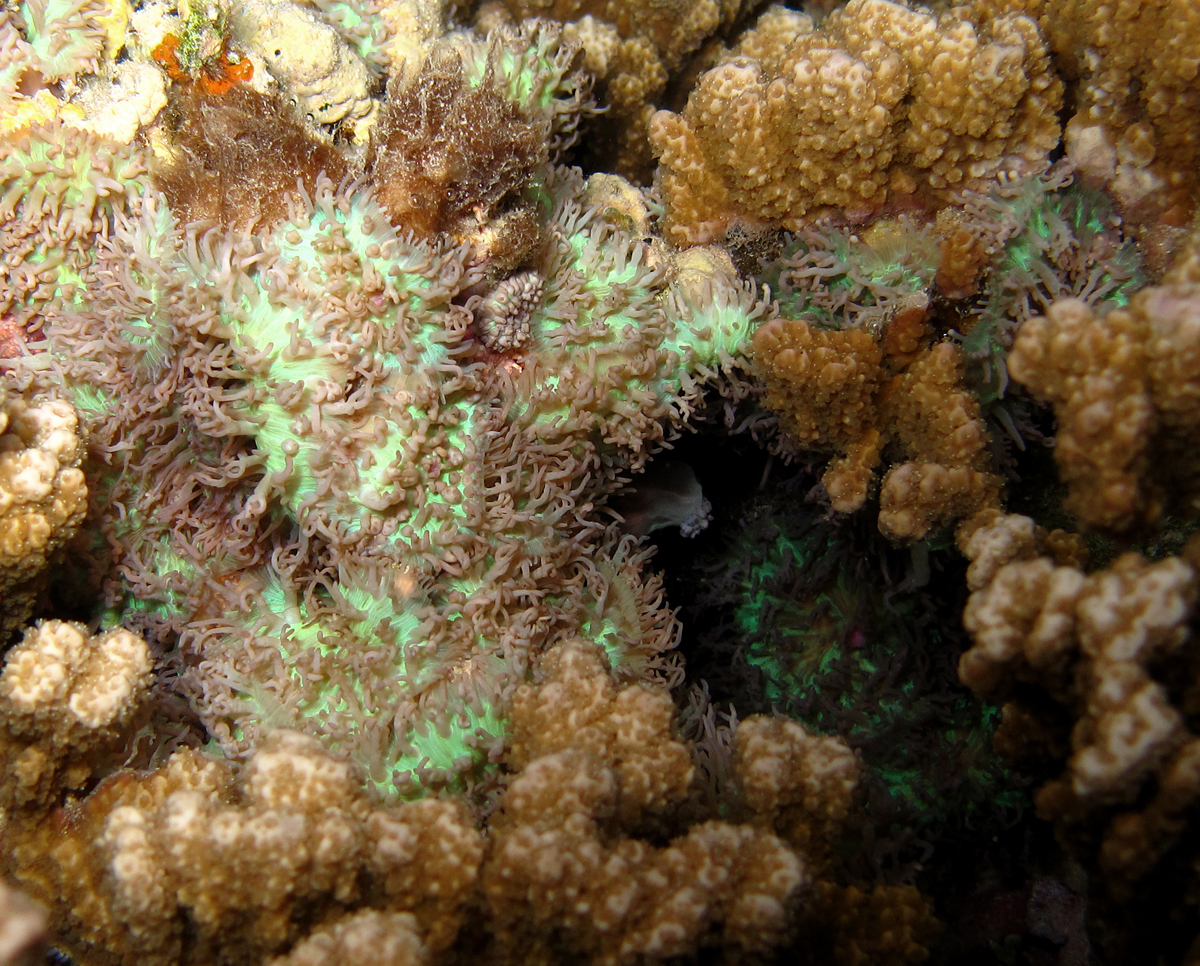
Rhodactis rhodostoma
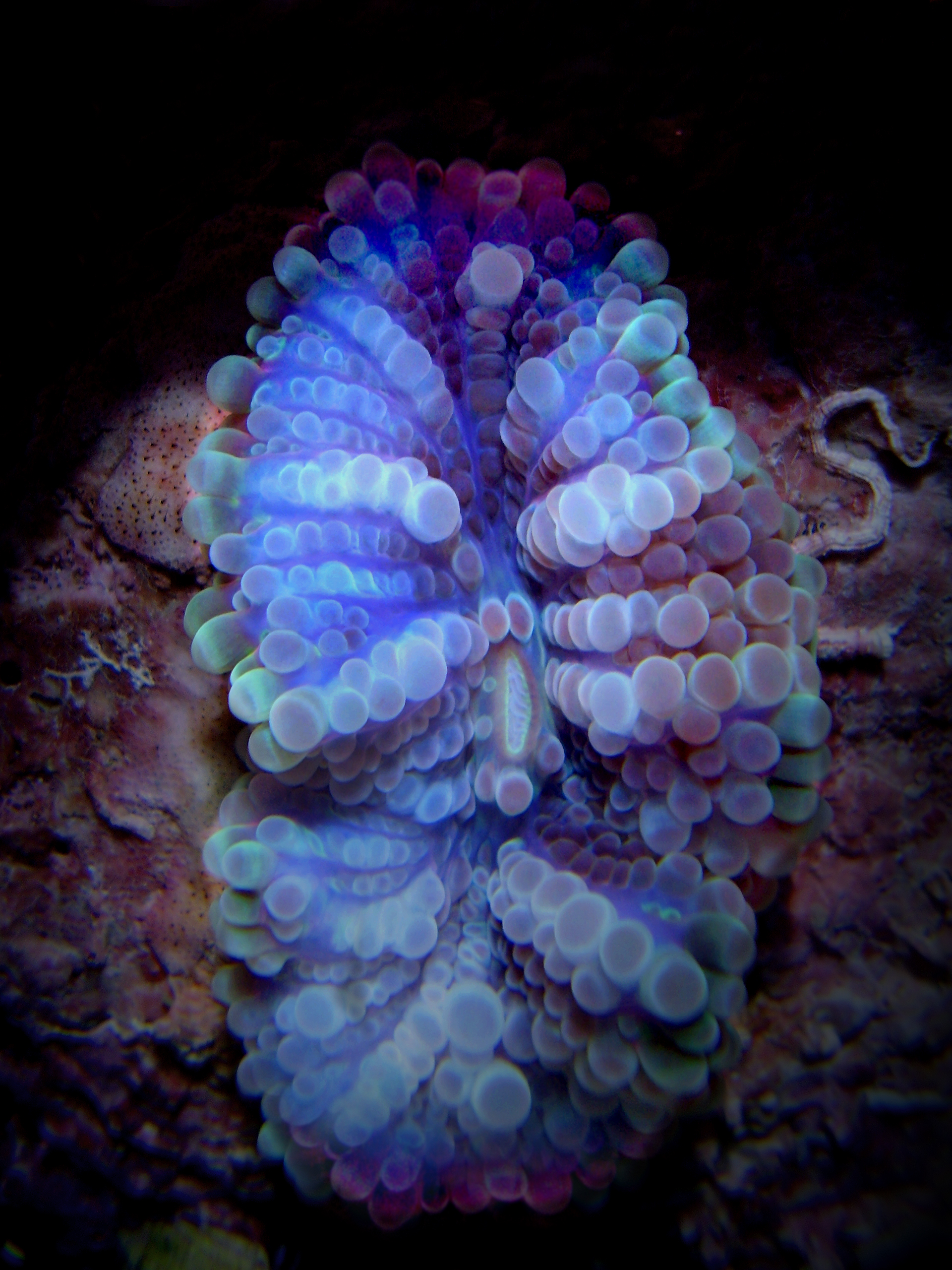
Ricordea yuma